# 2737 Kotka
2737 Kotka је астероид главног астероидног појаса са средњом удаљеношћу од Сунца која износи 2,746 астрономских јединица (АЈ).
Апсолутна магнитуда астероида је 11,9.